# Direct Hits (The Killers)
Direct Hits è un album compilation della rock band statunitense The Killers, pubblicato l'11 novembre 2013 con la Island Records, in cui sono contenuti i singoli che costituirono i loro maggiori successi dal 2003 al 2013. Come primo singolo, al fine di promuovere tale raccolta, è stato scelto il brano Shot at the Night, uscito il 17 settembre 2013, il cui video è stato girato interamente a Las Vegas, in onore della città che ha visto nascere questa band.

## Tracce
1. Mr. Brightside
2. Somebody Told Me
3. Smile Like You Mean It
4. All These Things That I've Done
5. When You Were Young
6. Read My Mind
7. For Reasons Unknown
8. Human
9. Spaceman
10. A Dustland Fairytale
11. Runaways
12. Miss Atomic Bomb
13. The Way It Was
14. Shot at the Night
15. Just Another Girl

Tracce bonus edizione deluxe
1. Mr. Brightside (original demo)
2. When You Were Young (Calvin Harris Remix)
3. Be Still